# Ametallon cassinopsisi
Ametallon cassinopsisi är en stekelart som beskrevs av Jean Risbec 1952. Ametallon cassinopsisi ingår i släktet Ametallon och familjen finglanssteklar.
Artens utbredningsområde är Madagaskar. Inga underarter finns listade i Catalogue of Life.